# La guerra es un latrocinio
La guerra es un latrocinio o La guerra es una estafa (originalmente en inglés: War is a racket) es una obra escrita por el general Smedley Butler. Después de retirarse del Cuerpo de Marines en 1935, Butler escribió el discurso en el que denuncia el uso de las fuerzas armadas de los Estados Unidos para las ganancias de Wall Street. En este libro detalla cómo Estados Unidos intervino militarmente en Latinoamérica para ganancia de las grandes compañías estadounidenses, pasando el costo de la guerra finalmente a los ciudadanos estadounidenses.
El general Smedley Darlington Butler (1881-1940) fue el capitán más joven y el militar más condecorado en la historia de los Estados Unidos. Destacado oficial de la historia de la Infantería de Marina, y uno de los dos únicos marines en recibir por heroísmo en combate dos Medallas de Honor, la más alta condecoración de su país. Fue, hasta su muerte en 1940, el oficial más popular entre las tropas.

## Autor

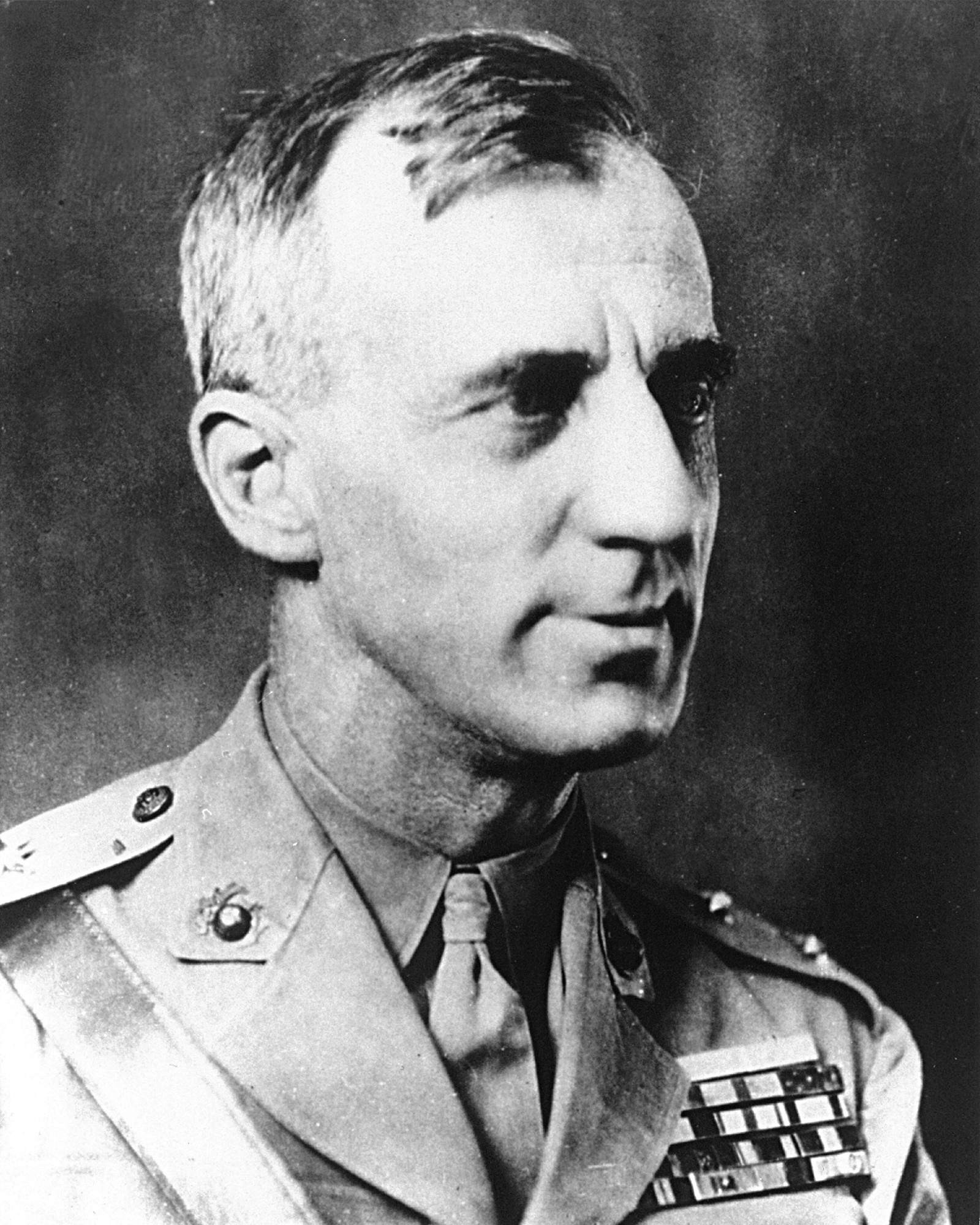
El general Smedley Butler.

Posiblemente, el oficial militar más activo de las guerras bananeras haya sido el Mayor General del Cuerpo de Marines de los Estados Unidos Smedley Butler, que combatió en Honduras en 1903 y prestó servicio en Nicaragua de 1909 a 1912. Fue condecorado con la Medalla de Honor por su actuación en Veracruz en 1914 y recibió otra al valor durante la "represión de la resistencia Caco" en Haití, en 1915. 
En noviembre de 1935, Butler publicó un artículo en The New York Times donde dijo al respecto:

«He servido durante 30 años y cuatro meses en las unidades más combativas de las fuerzas armadas estadounidenses: en la infantería de marina. Tengo el sentimiento de haber actuado durante todo ese tiempo de bandido altamente calificado al servicio de los grandes negocios del Wall Street y sus banqueros. En una palabra, he sido un pandillero al servicio del capitalismo. De tal manera, en 1914 afirmé la seguridad de los intereses petroleros en México, Tampico en particular. Contribuí a transformar a Cuba en un país donde la gente del National City Bank podía burlar tranquilamente los beneficios. Participé en la "limpieza" de Nicaragua, de 1902 a 1912, por cuenta de la firma bancaria internacional Brown Brothers Harriman. En 1916, por cuenta de los grandes azucareros norteamericanos, aporté a la República Dominicana la "civilización". En 1923 "enderecé" los asuntos en Honduras en interés de las compañías fruteras norteamericanas. En 1927, en China, afiancé los intereses de la Standard Oil.

»Nos ha ido bastante bien con Luisiana, Florida, Texas, Hawái y California y el Tío Sam puede tragarse a México y Centroamérica, con Cuba y las islas de las Indias Occidentales como postres y sin intoxicarse. 

»Fui premiado con honores, medallas y ascensos. Pero cuando miro hacia atrás, considero que podría haber dado algunas sugerencias a Al Capone. Él, como gánster, operó en tres distritos de una ciudad. Yo, como marine, actué en tres continentes. El problema es que cuando el dólar estadounidense gana apenas el seis por ciento, aquí se ponen impacientes y van al extranjero para ganarse el ciento por ciento. La bandera sigue al dólar y los soldados siguen a la bandera.»